# Oberboihingen
Oberboihingen es un municipio alemán perteneciente al distrito de Esslingen de Baden-Wurtemberg.
A 31 de diciembre de 2020 tiene 5583 habitantes.
Se conoce la existencia de una comunidad rural llamada "Boihingen" desde el siglo XII; esta comunidad abarcaba tanto Oberboihingen como Unterboihingen, siendo actualmente este último un barrio de Wendlingen am Neckar. Boihingen era un señorío de los duques de Teck hasta que en 1299 fue adquirido por los condes de Wurtemberg, quedando el área vinculada a Wurtemberg desde entonces. Se conoce la existencia de los dos pueblos por separado desde 1357.
Se ubica a orillas del río Neckar, en la periferia nororiental de Nürtingen. Al otro lado del río se ubica Unterensingen. Al norte de la localidad pasa la carretera 8, que lo separa de Wendlingen am Neckar.